# Betula tianschanica
Betula tianschanica — вид квіткових рослин з родини березових (Betulaceae). Росте у центральній Азії (Казахстан, Киргизстан, Монголія, Таджикистан, Узбекистан, Синжіянг).

## Біоморфологічна характеристика

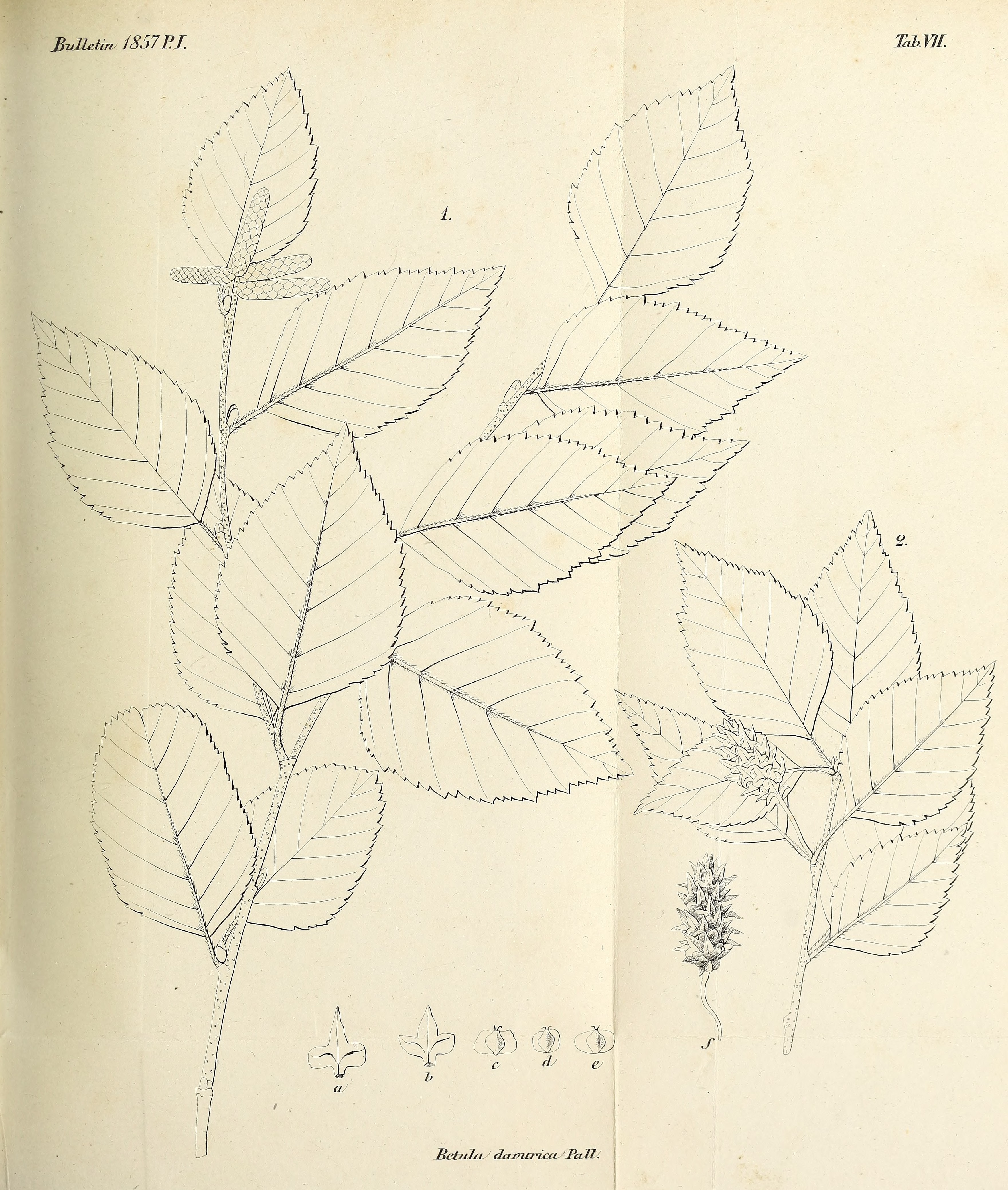

Betula tianschanica — невелике дерево до 12 метрів заввишки.

## Поширення й екологія
Росте у центральній Азії (Казахстан, Киргизстан, Монголія, Таджикистан, Узбекистан, Сіньцзян) на висотах від 1300 до 2500 метрів. Трапляється у помірних широколистяних лісах, на берегах струмків, долинах і затінених або скелястих схилах. Він також росте на трав'янистих схилах, на узліссях лісу Picea schrenkiana.

## Загрози й охорона
Основні загрози для цього виду включають випас худоби та збір дров місцевими жителями. Лавини на високих висотах, туризм і вогонь також є загрозами для цього виду. Частина ареалу цього виду знаходиться в межах охоронної території; Гірська система Сіньцзян-Тянь-Шань у Китаї є природним об’єктом Всесвітньої спадщини, тому охороняється та має постійне управління збереженням. У Червоному списку Китаю цей вид оцінюється як найменш занепокоєний. Однак жодних інших дій щодо збереження в інших частинах його ареалу не вживається.